# Hope (Durham)
Hope – civil parish w Anglii, w hrabstwie Durham. W 2001 civil parish liczyła 15 mieszkańców.